# Bierspündergang

Die Lage des Bierspündergangs (rot markiert) auf einem Stadtplan von 1910

Der Bierspündergang war ein Lübecker Wohngang.

## Lage
Der Bierspündergang befand sich im Ellerbrook hinter den Häusern der westlichen Straßenseite. Sein Vorderhaus war das Gebäude Ellerbrook 6 (vor 1884: Ellerbrook 221 MMQ.); der Gang selbst trug die Hausnummer 10 (vor 1884: Ellerbrook 223 MMQ.).

## Geschichte
Die Entstehung des Bierspündergangs lässt sich nicht eindeutig zurückverfolgen. Bereits 1361 werden in Verkaufsunterlagen Buden genannte Kleinhäuser im Ellerbrook erwähnt, die zu den eigentlichen Häusern zählten, und die Erwähnungen setzen sich über die folgenden Jahrhunderte fort. Ob es sich dabei um den noch namenlosen Bierspündergang handelte, ist allerdings nicht erkennbar; wahrscheinlich ist die Existenz mehrerer Gänge, die im Laufe der Zeit überbaut wurden und damit verschwanden.
Erst 1560 lässt sich der Bierspündergang eindeutig ausmachen, da nur noch von einem einzigen Gang im Ellerbrook die Rede ist. 1676 befand sich der Gang im Eigentum des Bürgermeisters Bernhard Diedrich Brauer; zu dieser Zeit bestand er aus 9 Ganghäusern.
Im 18. Jahrhundert besaß der Gang noch zusätzliche Zugänge in den Häusern 14 und 16, die später mit Türen verschlossen wurden; sie verwiesen darauf, dass der Bierspündergang wohl durch Zusammenlegung aus mehreren ursprünglich separaten Gängen entstand. Das zeigte sich auch in der ungewöhnlichen Anlage: Der Bierspündergang verlief nicht gerade, sondern U-förmig, was in Lübeck einzigartig war.
Obgleich das Vorderhaus des Ganges Nr. 10 war, zählten einige der Buden seit alters her zum Haus Nr. 8 (vor 1884: Ellerbrook 222 MMQ.). In diesem Haus waren seit spätestens 1808 durchgängig Bierspünder ansässig, also Fuhrleute, die ausschließlich Bierfässer transportierten. Von ihnen erhielt der Gang, der bis dahin keine Eigenbezeichnung trug, den Namen Bierspündergang.
Zuletzt umfasste der Bierspündergang 16 Buden. Beim Bombenangriff von 1942 wurde er zusammen mit einem Großteil der historischen Bebauung des Ellerbrooks vollständig zerstört. Beim Wiederaufbau in den ausgehenden 1950er Jahren wurde dort, wo sich der Bierspündergang befand, eine neue Straße als Verbindung zwischen Ellerbrook und Böttcherstraße angelegt, die den Namen Bierspünderstraße erhielt.

## Bilder

Im Bierspündergang
Im Bierspündergang
Im Bierspündergang